# Michael Stolle

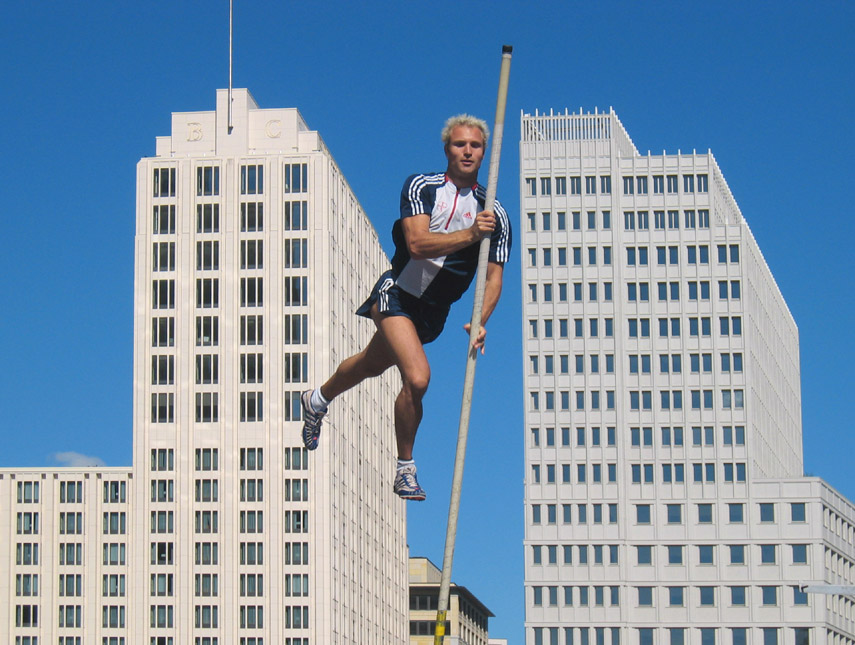
Michael Stolle beim Stabhochsprung 2004 auf dem Potsdamer Platz in Berlin

Michael Stolle (* 17. Dezember 1974 in Buxtehude) ist ein ehemaliger deutscher Stabhochspringer. Er war zweimaliger Olympiateilnehmer und Vizeweltmeister in der Halle.
Er wuchs zunächst in Buxtehude, später in Meerbusch bei Düsseldorf auf. Zunächst trainierte er im Verein TUS Grünendeich, 1988 trat er nach dem Umzug an den Niederrhein der LG Düsseldorf bei. Es folgten der LAV Bayer Uerdingen/Dormagen (1989 bis 1991) und ab 1992 der TSV Bayer 04 Leverkusen (bis 2004).
1992 startete Stolle bei einem Länderkampf in Moskau zum ersten Mal für die deutsche Nationalmannschaft. Wenig später nahm er an den Juniorenweltmeisterschaften 1992 in Seoul teil. 1996 wurde Stolle Deutscher Meister und Neunter bei den Olympischen Spielen 1996 in Atlanta.
Vor allem in der Halle erzielte Stolle große Erfolge. 1997, 1998 und 2001 wurde er Deutscher Meister in der Halle, 1998 wurde er Zweiter bei den Halleneuropameisterschaften in Valencia mit 5,80 m.
Bei den Leichtathletik-Weltmeisterschaften 1999 in Sevilla wurde er Siebter und im gleichen Jahr Sieger im Europa-Cup in Paris. Am 18. August 2000 erreichte er in Monaco die persönliche Bestleistung seiner Karriere mit 5,95 m, zugleich dem zweithöchsten Sprung im Jahr 2000. Bei den Olympischen Spielen 2000 in Sydney verpasste er eine Medaille knapp und belegte mit 5,90 m den vierten Platz – höhengleich mit dem Olympiasieger.
Bei den Weltmeisterschaften 2001 in Edmonton wurde Stolle mit 5,85 m erneut Vierter, höhengleich mit dem Silbermedaillengewinner. Im gleichen Jahr gewann er in Bremen erneut den Europa-Cup. Bei den Hallenweltmeisterschaften 2003 in Birmingham gewann er mit 5,75 m die Silbermedaille. Von 1992 bis 2004 gehörte Stolle der Sportfördergruppe der Bundeswehr in Köln-Wahn an und wurde Hauptfeldwebel. 2004 wechselte er in die Sportfördergruppe Mainz. Zu dieser Zeit verpasste er die erneute Qualifikation für die Olympischen Spiele 2004 in Athen, möglicherweise im Zusammenhang mit einer Virusinfektion in der Woche vor der Entscheidung bei den Deutschen Meisterschaften 2004. 2005 wechselte er zum Hamburger SV.
Am 20. Dezember 2006 gab Stolle bekannt, dass er seine Karriere 2007 beenden werde. Er kündigte an, er werde im November 2007 ein Volontariat bei der Medienzentrale der Bundeswehr beginnen und vorher vorbereitende Praktika absolvieren. Dem Sport wolle er weiter verbunden bleiben, jedoch nicht als Trainer arbeiten. Dies hat er später umgesetzt, indem er bei den Deutschen Jugend- und Juniorenmeisterschaften TV-Kurzinterviews mit den Siegern führt, die auf der Website des Deutschen Leichtathletik-Verbandes veröffentlicht werden. Angesichts der sportlichen Bilanz von Stolle äußerte sich Bundestrainer Herbert Czingon zu dessen Abschied: „Michael Stolle war für mich immer einer der großen Unvollendeten.“
Michael Stolle hat bei einer Größe von 1,92 m ein Wettkampfgewicht von 85 kg. Er ist geschieden und hat zwei Töchter. Seine erste Tochter wurde am 26. März 1999 geboren. Seine jüngere Tochter kam am 25. Juli 2003 zur Welt.
Von 2003 bis zu ihrem Tod 2016 war er mit der ZDF-Reporterin Jana Thiel liiert.